# Соловей Віктор Степанович
Соловей Віктор Степанович (15 квітня 1924 - 31 грудня 1959) - радянський психолог, дефектолог, громадський діяч. 
Народився 15 квітня 1924 року, в родині вчителя. У 1947 році закінчив МГУ, а в 1951 році аспірантуру інституту психології під керівництвом Л.С. Виготського . 
З 1952 року працює в Науково-дослідному інституті дефектології. В цьому ж році захищає дисертацію на звання доктора педагогічних наук. 

## Вклад у розвиток дефектології
Соловей Віктор Степанович зробив великий внесок у розвиток дефектології як науки. Він написав ряд статей присвячених розумово відсталим дітям, які не раз були опубліковані в журналах того часу, такі як: "Вісник" , "Педагогічна Психологія", "Просвіта". В.С.Соловей експериментально доводив, що використовуючи методику емоційних процесів, можна вдвічі швидше досягти позитивних результатів у процесі навчання розумово відсталих дітей. Він займався дітьми з розумовою відсталістю чотири рази на тиждень, і вже за пів року його праця показала результат. Ця методика є дуже ефективною у навчанні. За допомогою цієї методики можна швидше соціалізувати розумово відсталого, навчити його особистій гігієні і догляду за собою. Оскільки ця методика виявилася дуже дієвою, її використовують і сьогодні.
В наступні 5 років він плідно працював над питаннями навчання та виховання дітей з розумовою відсталістю. Також працював над питаннями засвоєння знань умінь і навичок. Написав ряд статей про психічні процеси. В 1957 році став завідувачем кафедри корекційної педагогіки, пробув на цій посаді 2 роки, після чого, загинув в автокатастрофі. 